# Daitoku-ji
Daitoku-ji (jap. 大徳寺) – kompleks świątyń buddyjskich szkoły zen, szkoły rinzai. Położony w dzielnicy Murasakino, w Kioto. Znajduje się w nim najstarsza zachowana w Japonii tokonoma (wnęka służąca jako przestrzeń dekoracyjna) i najstarszy genkan (przedsionek).

## Historia świątyni
Daitoku została wybudowana jako pustelnia w 1315, a później przebudowana na małą świątynię w roku 1319 przez mistrza zen Shūhō Myōchō (宗峰妙超), który został tzw. opatem założycielem. Kompleks znajduje się w północnej części Kioto. W 1325 roku został zamieniony na życzenie cesarza Hanazono (1297–1348) w budynek błagalny dla dworu cesarskiego. Po dodaniu pawilonu Dharmy (hattō) i kwater opata przeprowadzono w lutym 1327 roku konsekrację w obecności dwu cesarzy i tę datę uważa się za początek świątyni.
Początki Daitoku łączą się z linią przekazu ōtōkan, do której należeli Nampo Jōmyō, Shūhō Myōchō i Kanzan Egen. Linia przekazu zapoczątkowana przez mistrza Shūhō okazała się najbardziej wpływową linią przekazu w historii japońskiego zen.
Świątynia była nieustannie rozbudowywana dzięki dotacjom płynącym od bogatych patronów z miasta Sakai.
Wybudowanie Daitoku-ji oraz Myōshin-ji wyznaczyło osiągnięcie pełnej niezależności szkoły rinzai, dzięki działalności takich mistrzów jak Nampo Jōmyō, Shūhō Myōchō i Kanzan Egen.
Za panowania cesarza Go-Daigo (1318–1339) Daitoku-ji znalazła się w 1333 roku na czele listy pięciu świątyń systemu gozan. Świątynia otrzymała wtedy przywilej wybierania opatów wyłącznie ze swojej linii przekazu. Było to wyraźne odejście od reguł gozan. Gdy cesarz został zmuszony do opuszczenia Kioto i do głosu doszedł ród Ashikaga, ranga klasztoru spadła tak, że był zaliczany do jissetsu – „dziesięciu świątyń”. Ostatecznie w 1431 roku w końcu całkowicie usunęła się z tego systemu i od tej pory jest zaliczana do grupy świątyń rinka („spod lasu”). Stało się to na skutek wykorzystania politycznych, społecznych i ekonomicznych zmian, które przekształciły system religijnych instytucji po wojnie domowej Ōnin (1467–1477). Linia Daitoku-ji (jak i linia Myōshin-ji) nie brały udziału w pompatyczności oficjalnych świątyń systemu gozan i po odejściu z niego były zdolne odwrócić sytuację, ze statusu outsidera przeszły do statusu autorytetu
Po Shūhō opatem klasztoru został jego uczeń Tettō Gikō, a inny uczeń – Kanzan Egen – założył klasztor Myōshin-ji. Trzecim opatem Daitoku-ji został uczeń Gikō – Gongai Sōchū (1315-1390). Potem opatem został Kasō Sōdon (1352–1428).
W okresie Kamakura (1185–1333) zaczęło się rozwijać malarstwo zen, które zainspirowane było chińskim malarstwem tuszem z okresu Song. Ważnym centrum związanym z rozwojem tego malarstwa była Daitoku-ji. Słynnym malarzem był uczeń Ikkyū – Bokusai (1412-1492).
Pod koniec średniowiecza linia przekazu ze świątyni Myōshin-ji przewyższyła linię przekazu Daitoku-ji i stała się najważniejszą linią w japońskim zen.
Najważniejszą postacią linii przekazu z Daitoku-ji stał się pod koniec XV wieku mistrz zen, poeta, kaligraf i malarz – Ikkyū Sōjun (1394–1481). W roku 1474 cesarz Go-Tsuchimikado (1464-1500) wyznaczył go opatem tego klasztoru. Ikkyū przeprowadził odbudowę i restaurację klasztoru przy wsparciu kupców z Sakai. Ikkyū był uczniem Kasō Sōdona, którego wychowanek Yōsō Sōi (1379-1458) był wcześniej także opatem Daitoku-ji.
W XVI wieku pod kierunkiem mistrza zen i opata Daitoku-ji Shun’oku Sōena (1529-1611) praktykował w tej świątyni Takuan Sōhō (1573-1645). Później został opatem zależnej od Daitoku-ji świątyni Nansō-ji. Po trzech latach, w roku 1609, został wyznaczony opatem Daitoku-ji.
Daitoku-ji stała się szczególnie ważna w XVI wieku, gdy była wspierana przez członków władz siogunatu. Sponsorowali oni budowę nowych pawilonów, przygotowując je do swojej śmierci. W 1582 roku Hideyoshi Toyotomi pochował tu swojego poprzednika Nobunagę Odę. Przeznaczył również ziemię dla wybudowania Sōken-in.
W tym czasie świątynia stała się blisko powiązana z mistrzem japońskiej ceremonii herbaty – Sen no Rikyū (1522–1591), który pochodził z miasta Sakai i praktykował zen w tym klasztorze. Daitoku-ji stała się centrum kultury związanej z ceremoniałem picia herbaty. Rikyū wyrzeźbił siebie i umieścił statuę w bramie (sanmon). Hideyoshi Toyotomi był tak rozwścieczony, że został poniżony przechodzeniem poniżej tej figury, iż zmusił mistrza herbaty do popełnienia seppuku w 1591 roku.
W 1615 roku siogunat rozpoczął pierwszy etap podporządkowywania sobie buddyzmu i wydał dekret dotyczący zwłaszcza Daitoku-ji i Myōshin-ji, gdyż miały specjalne, dobre relacje z dworem cesarskim. Od tej pory opaci tych klasztorów musieli praktykować zen przez co najmniej 30 lat i musieli także opanować 1700 kōanów. Ograniczono także nadawanie purpurowych szat przez cesarza opatom tych klasztorów. Takuan walczył o poprawę statusu tych klasztorów i w 1641 roku odniósł zwycięstwo.
W XIX wieku opatem klasztoru był Gisan Zenrai (zm. 1877), który był wybierany na to stanowisko dwukrotnie.

## Architektura świątyni i jej obiekty
Jak wszystkie świątynie japońskie, wzorowane na chińskich, tak i Daitoku-ji zbudowana została wzdłuż osi północ-południe, ze wszystkimi budynkami skierowanymi frontem w stronę południową. Jednak główne pawilony nie znajdują się pośrodku terenu świątynnego, lecz po stronie wschodniej od centralnej osi. Obecnie obszar ten zajmuje 23 hektarów. Siedem budynków głównego założenia było otoczonych murem. Poza murem rozlokowano ponad 20 innych pawilonów o różnym przeznaczeniu.
Oto ważniejsze budynki klasztoru:
- Sanmon – główna brama z 1589 roku
- Butsuden (pawilon Buddy)
- Hattō (pawilon Dharmy)
- Hōjō (siedziba opata)
- Yokushitsu (łaźnia)
- Kyōzō (biblioteka sutr)

Dla uczczenia Ikkyū Sōjuna wybudowano w pobliżu klasztoru świątynię Shinju-an. Tradycyjnie wierzy się, że została zaprojektowana przez Muratę Jukō (1423-1502). Słynny jest kamienny ogród (karesansui) w tej świątyni.
Daisen-in, wybudowana w 1509 roku zawiera najstarszy przykład tokonomy (rodzaj wnęki, alkowy), wysoko cenione drzwi rozsuwane (fusuma) oraz przykład skalnego ogrodu.
Ryōgen-in z kolei ma aż pięć różnych ogrodów znajdujących się z każdej jej strony. Największy z nich jest pokryty żużlem (symbol uniwersum), z którego wyrastają skały (wyspy), Największa z wysp pokryta jest mchem, z którego wystają dwie skały. Reprezentuje ona żółwia i żurawia symbolizujące długowieczność i zdrowie.
Kōtō-in została wybudowana w 1601 roku przez Tadaokiego Hosokawę, pełnego sukcesów dowódcę wojsk trzech władców-„zjednoczycieli” (Nobunaga Oda, Hideyoshi Toyotomi i Ieyasu Tokugawa), który został tu pochowany wraz ze swoją żoną (Gracią Hosokawą). Również w Kōtō-in znajduje się grób twórczyni teatru kabuki, Izumo no Okuni. Świątynia ta jest słynna ze swoich klonów.
Zuihō-in została wybudowana w 1535 roku przez chrześcijańskiego daimyō i skalny ogród w niej się znajdujący ma skały ułożone w kształt krzyża.
Wszystkie świątynie charakteryzują się estetyką zen i eleganckim brakiem pretensjonalności.

## Pawilony kompleksu świątynnego
Obecnie w skład tego wielkiego kompleksu Daitoku-ji wchodzą 24 pawilony:
- Daiji-in (大慈院)
- Daikō-in (大光院)
- Daisen-in (大仙院) – zbudowany w 1509. Znajduje się w nim najstarsza zachowana w Japonii tokonoma (wnęka) i najstarszy genkan (przedsionek). Pawilon składa się z 6 połączonych pomieszczeń. Ściany zdobione są malowidłami, m.in. Motonobu Kanō, Sōami, Yukinobu Kanō. Do pawilonu przylega kamienny ogród typu karesansui o zasadniczej pow. 100 m², którego powstanie przypisywane jest Kogaku lub Sōamiemu. Przedstawia on symbolicznie istotę natury pojmowaną w duchu zen.
- Daiyō-an (大用庵)
- Gyokurin-in (玉林院)
- Hōshun-in (芳春院)
- Jukō-in (聚光院)
- Kinryū-in (金龍院)
- Kōrin-in (興臨院)
- Kōtō-in (高桐院)
- Nyoi-an (如意庵)
- Ōbai-in (黄梅院)
- Ryōgen-in (龍源院)
- Ryūkō-in (龍光院)
- Sangen-in (三玄院)
- Shinju-an (真珠庵)
- Shōgen-in (松源院)
- Shōju-in (正受院)
- Shōrin-in (昌林院)
- Sōken-in (総見院)
- Tenzui-ji (天瑞寺)
- Tokuzen-ji (徳禅寺)
- Yōtoku-in (養徳院)
- Zuihō-in (瑞峯院)

## Adres klasztoru
- 53 Murasakino Daitoku-ji-chō, Kita-ku, Kyoto, Kyoto Prefecture 603-8231, Japan

## Galeria

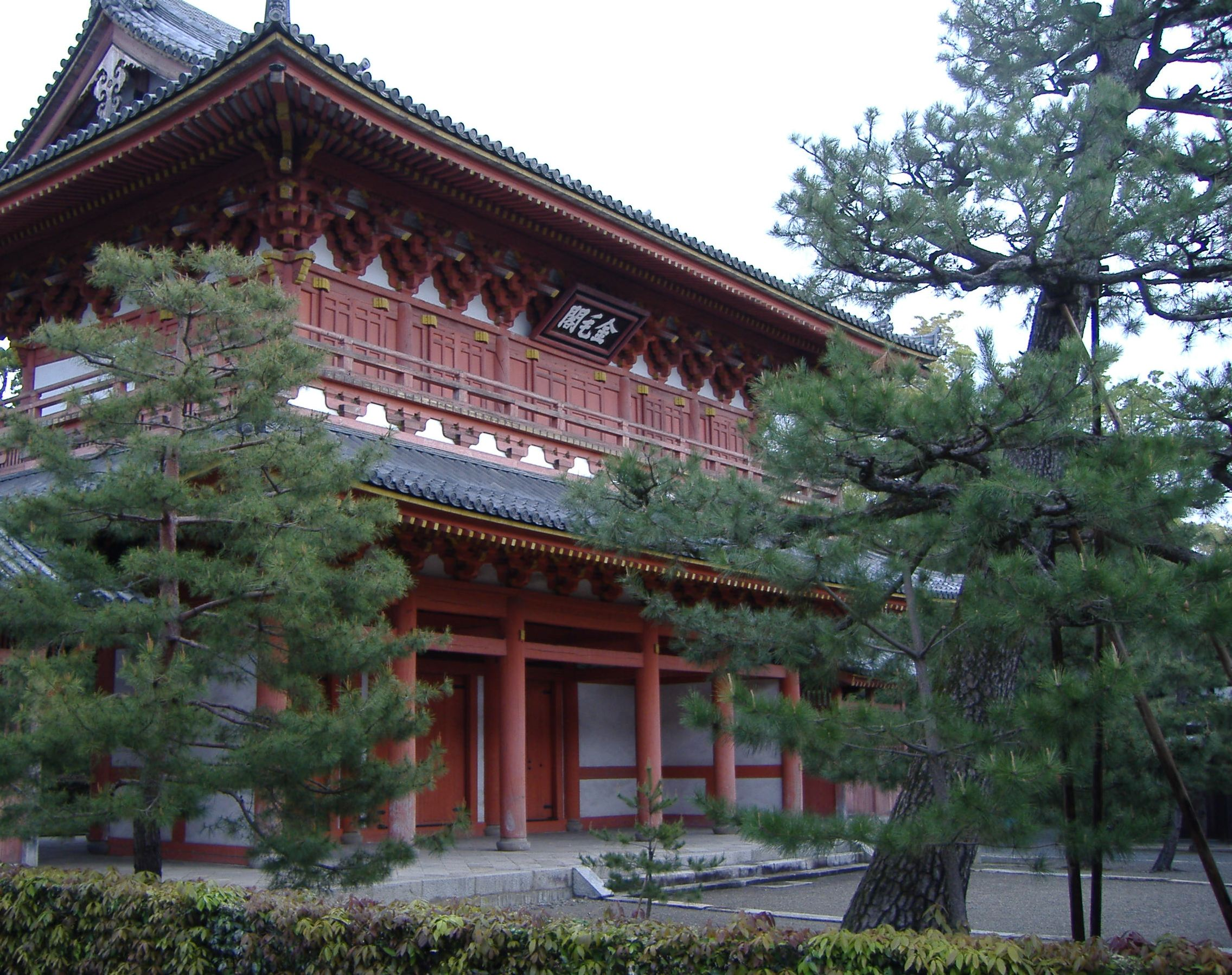
Sanmon – brama
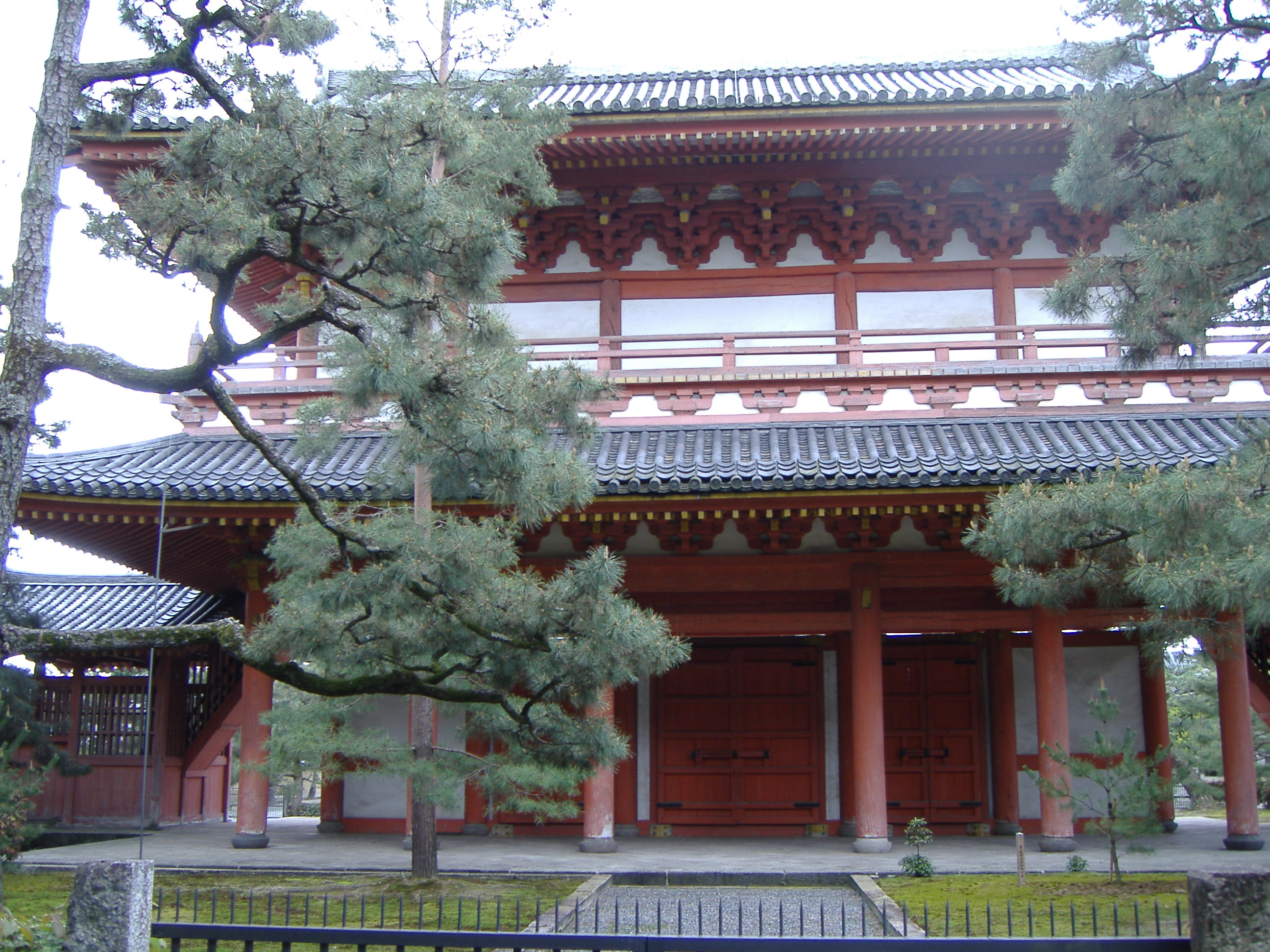
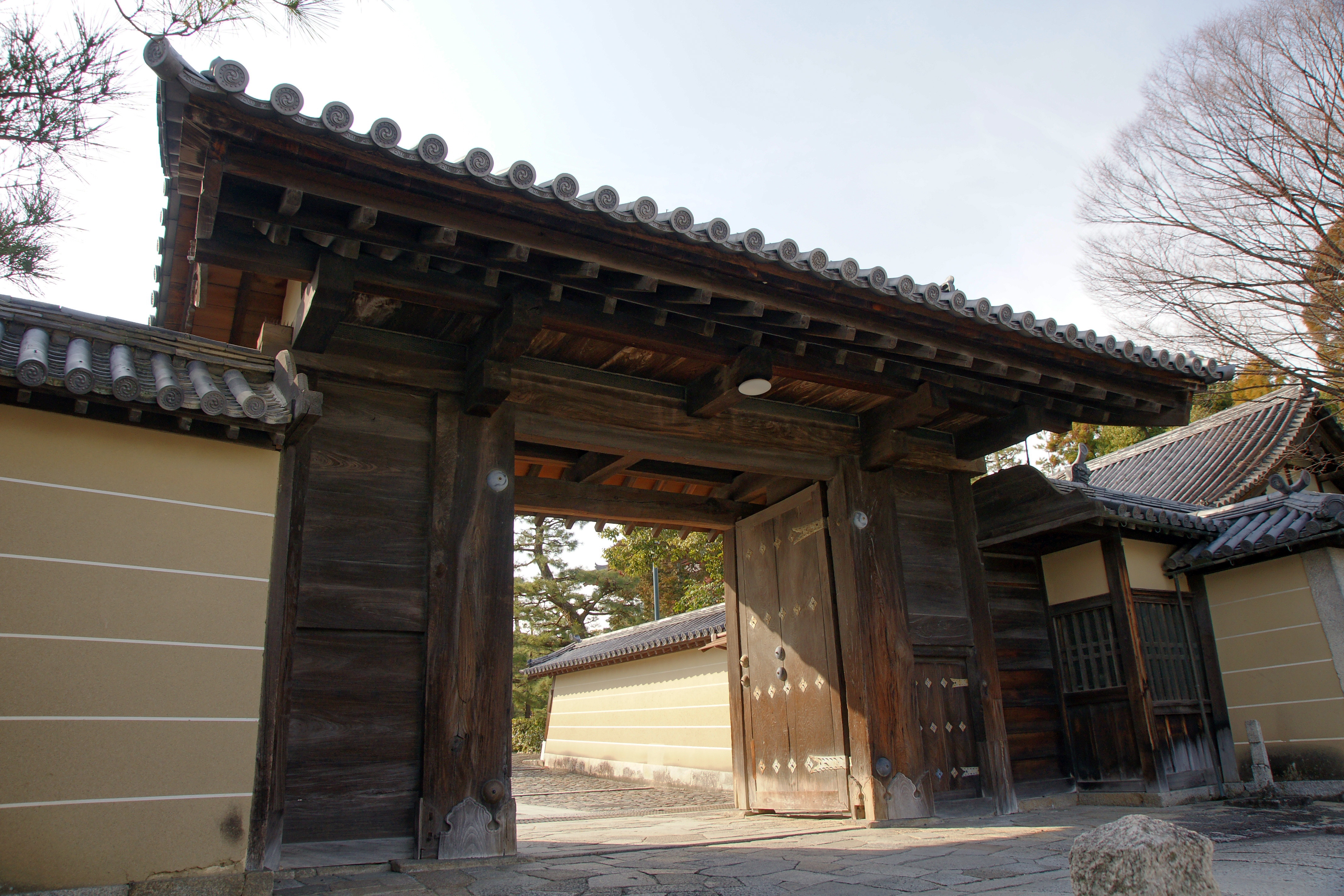
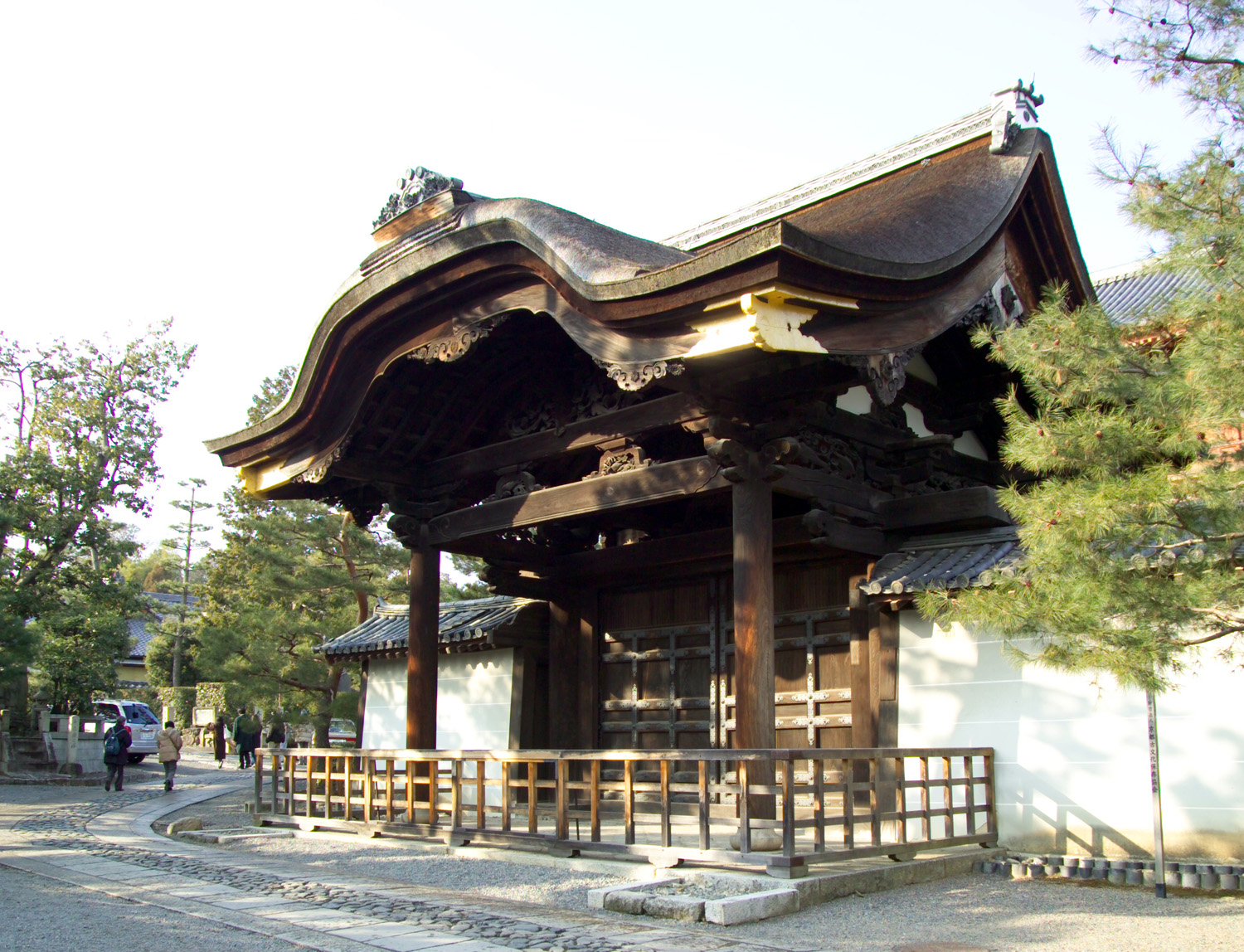
Chokushimon – brama
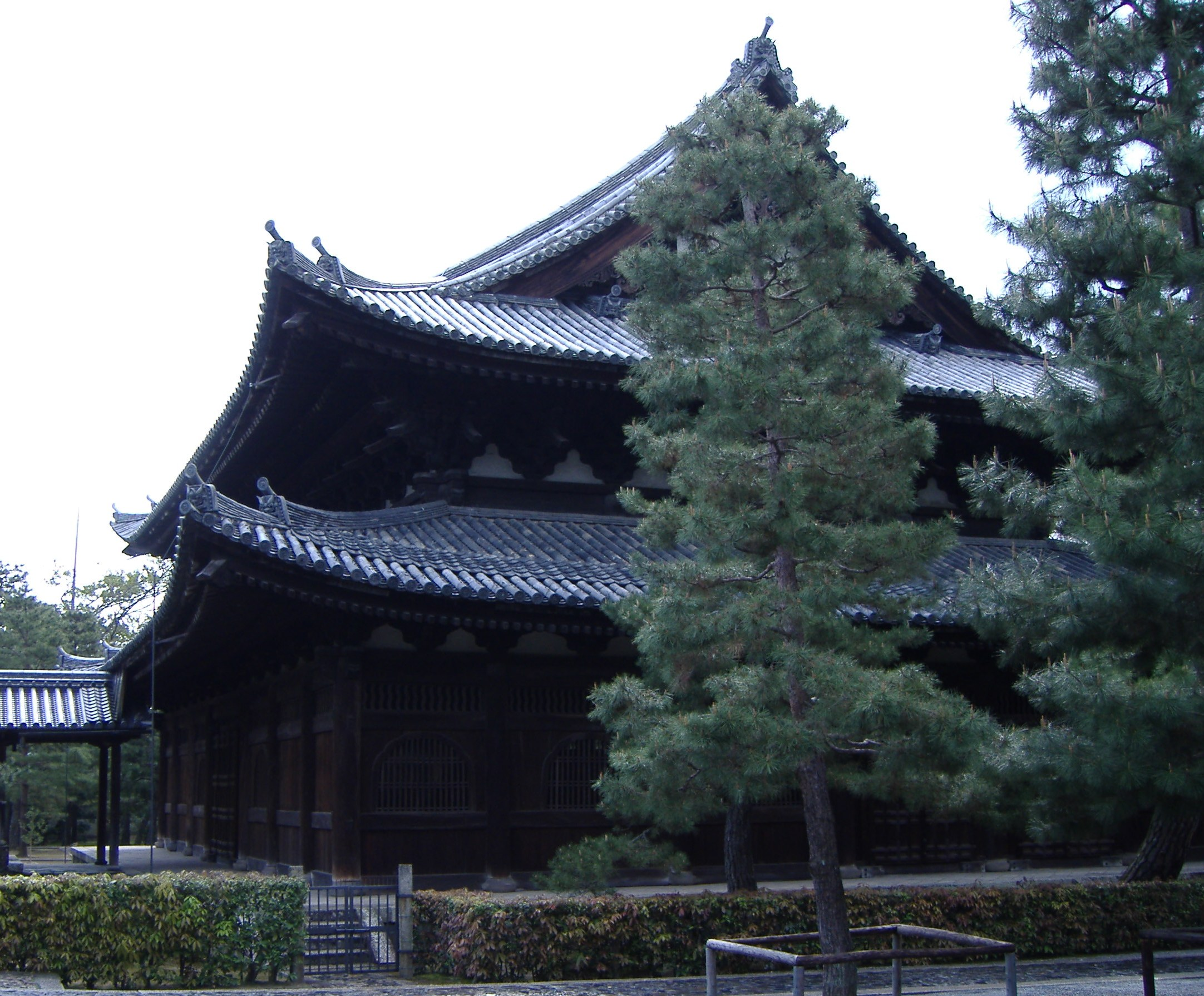
Hattō – budynek Dharmy
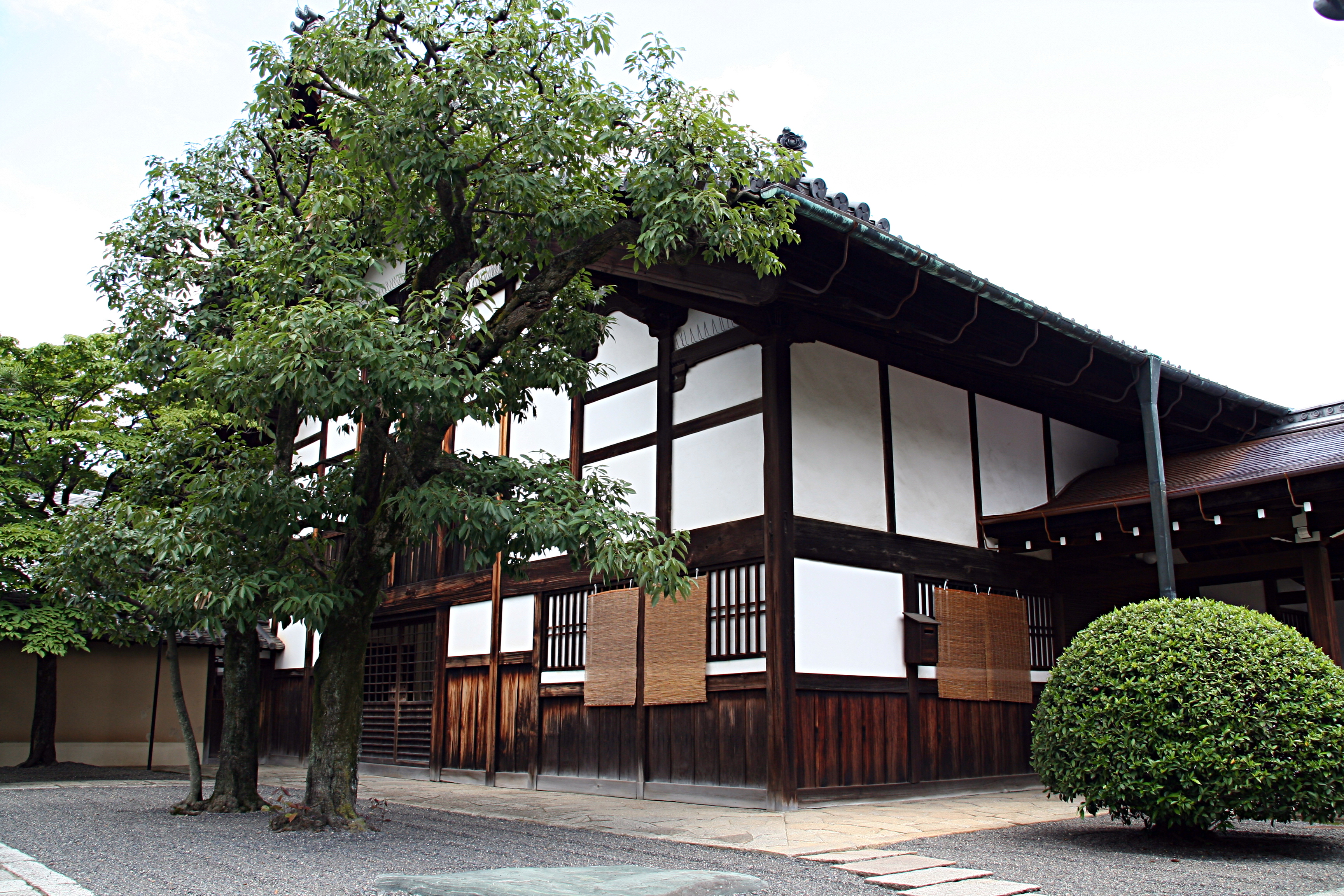
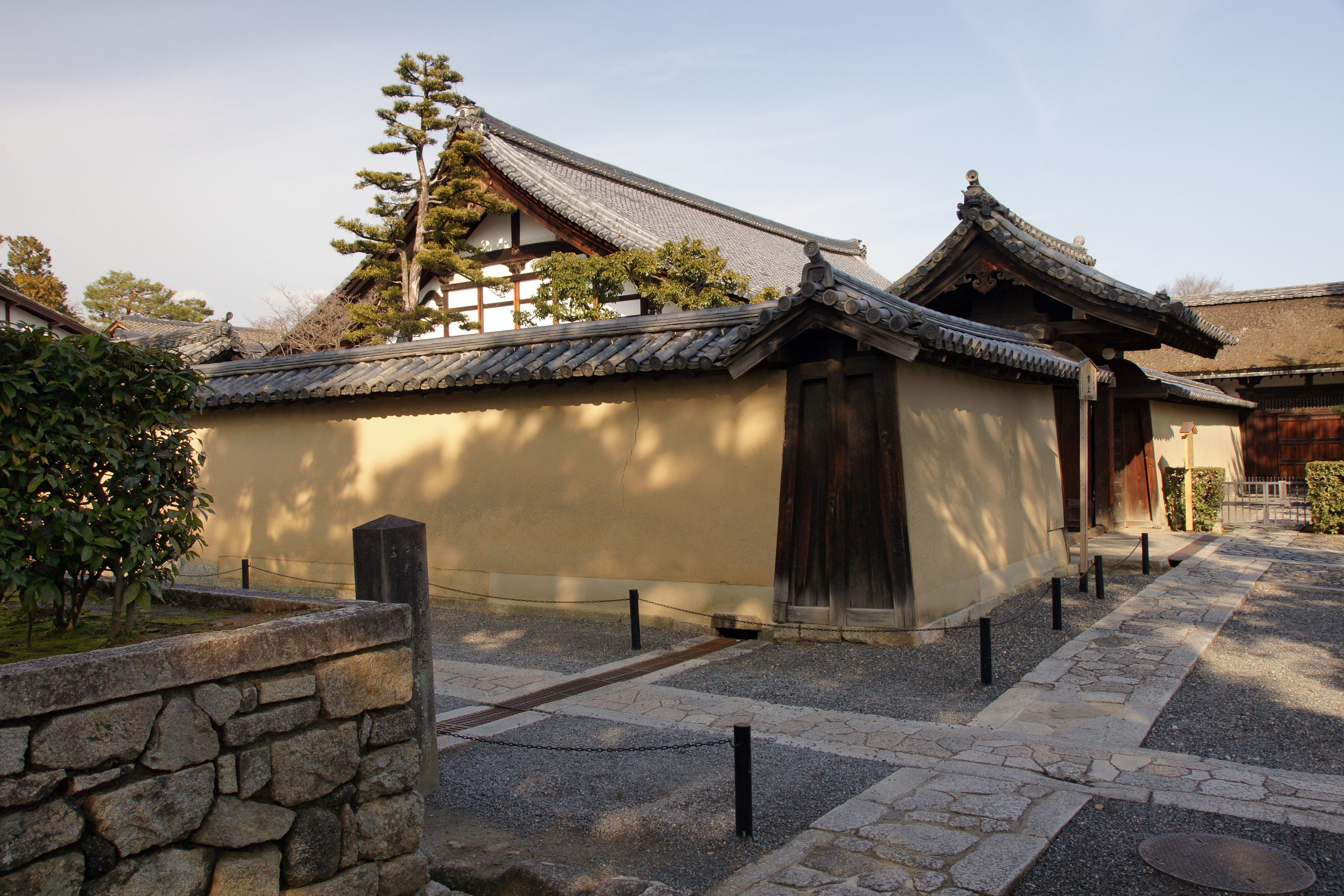
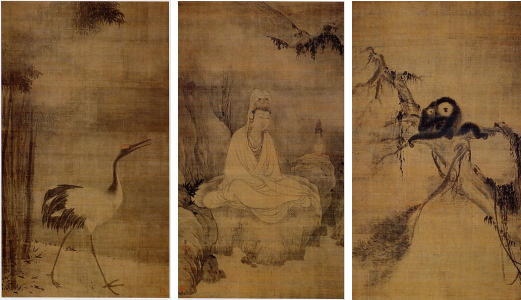
Żuraw, Guanyin i małpy
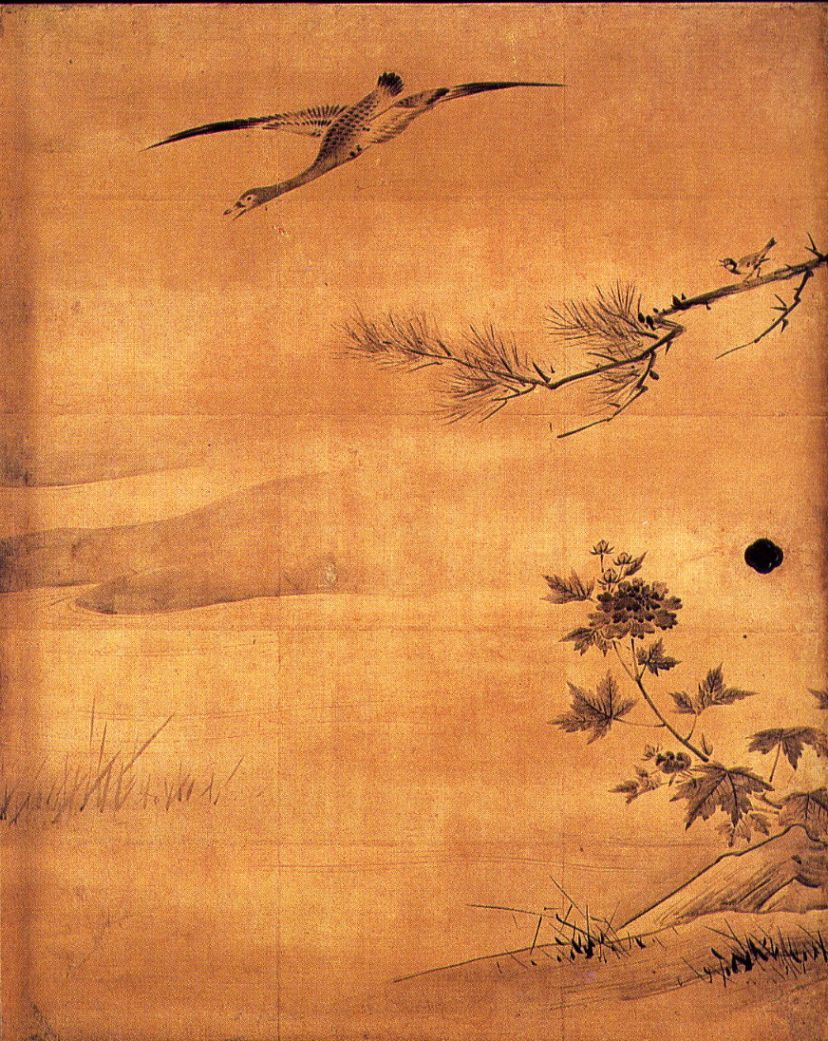
Obraz Kanō Eitoku z Jukō-in
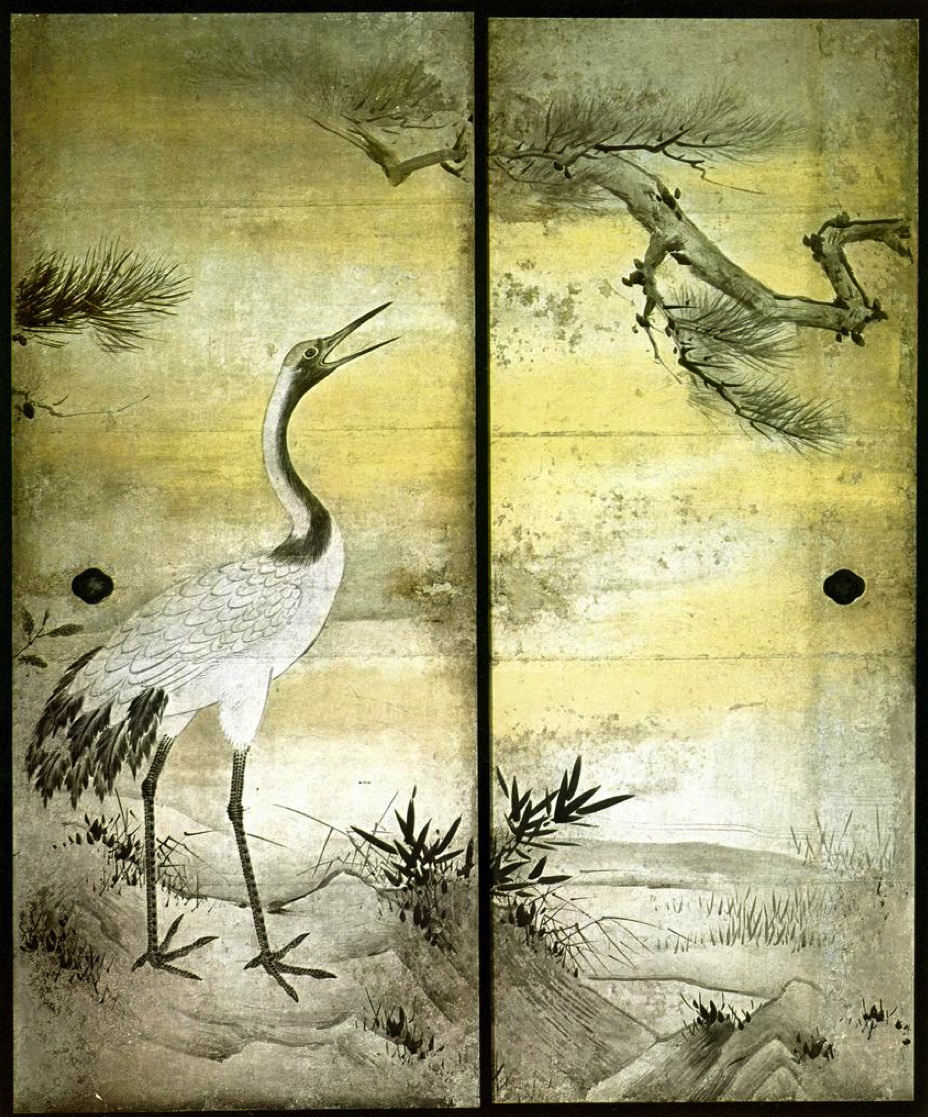
Obraz szkoły kano z Jukō-in
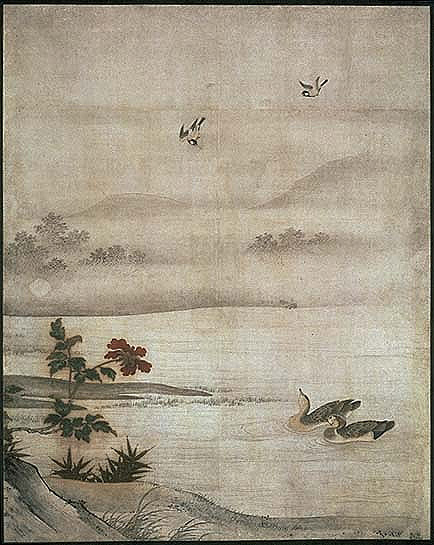
Obraz Kanō Monotobu z Daisen-in
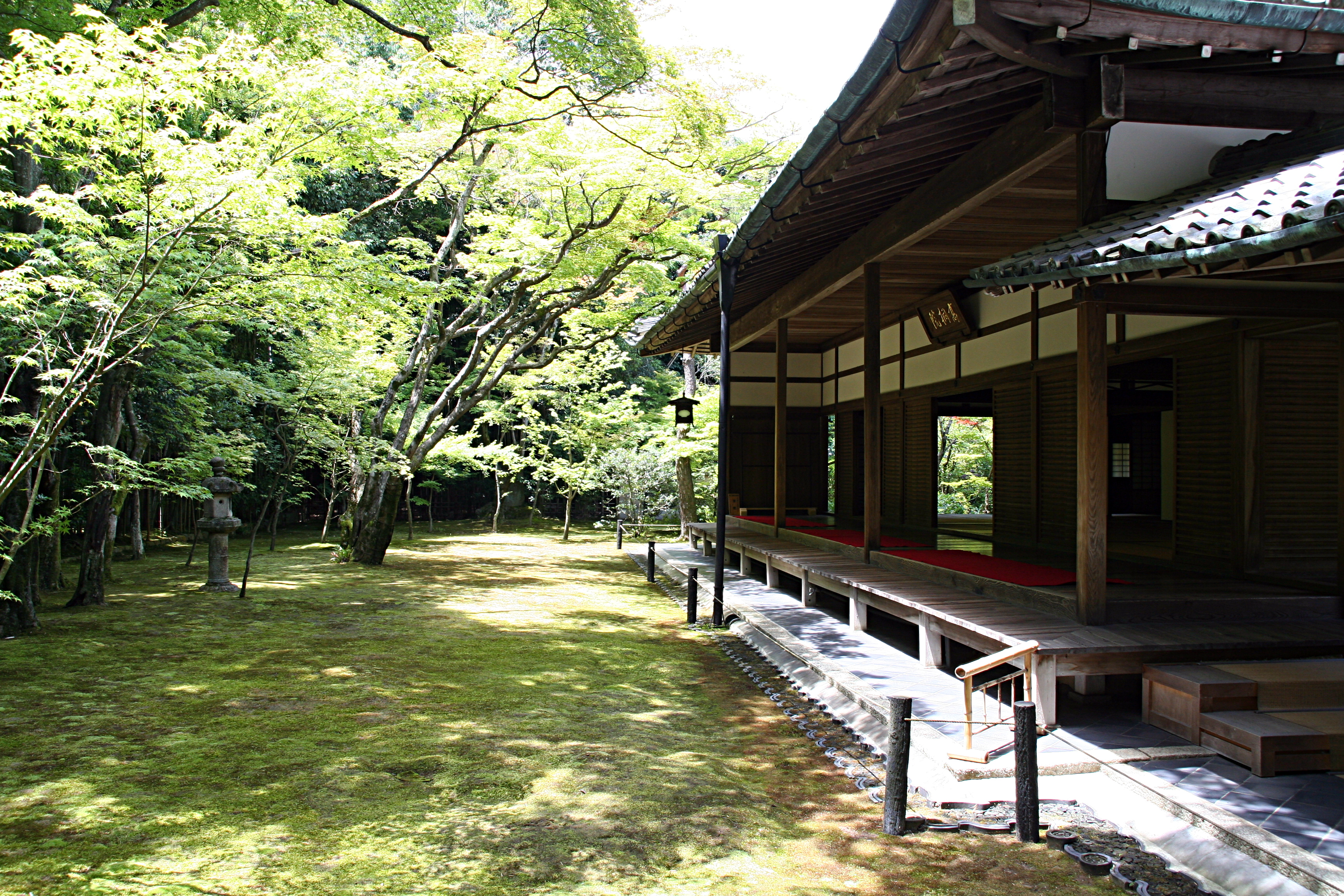
Kōtō-in
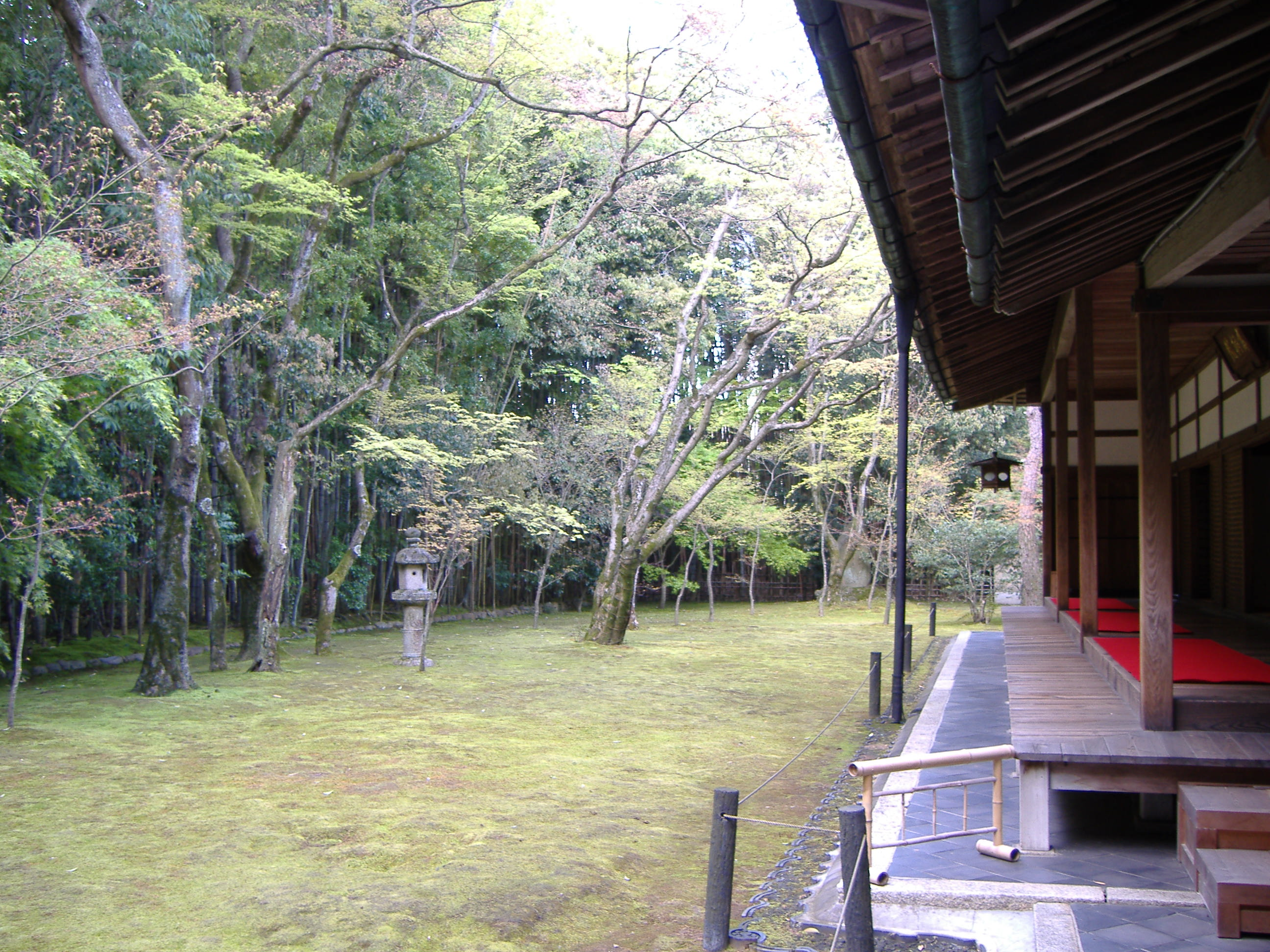
Ogród w Kōtō-in
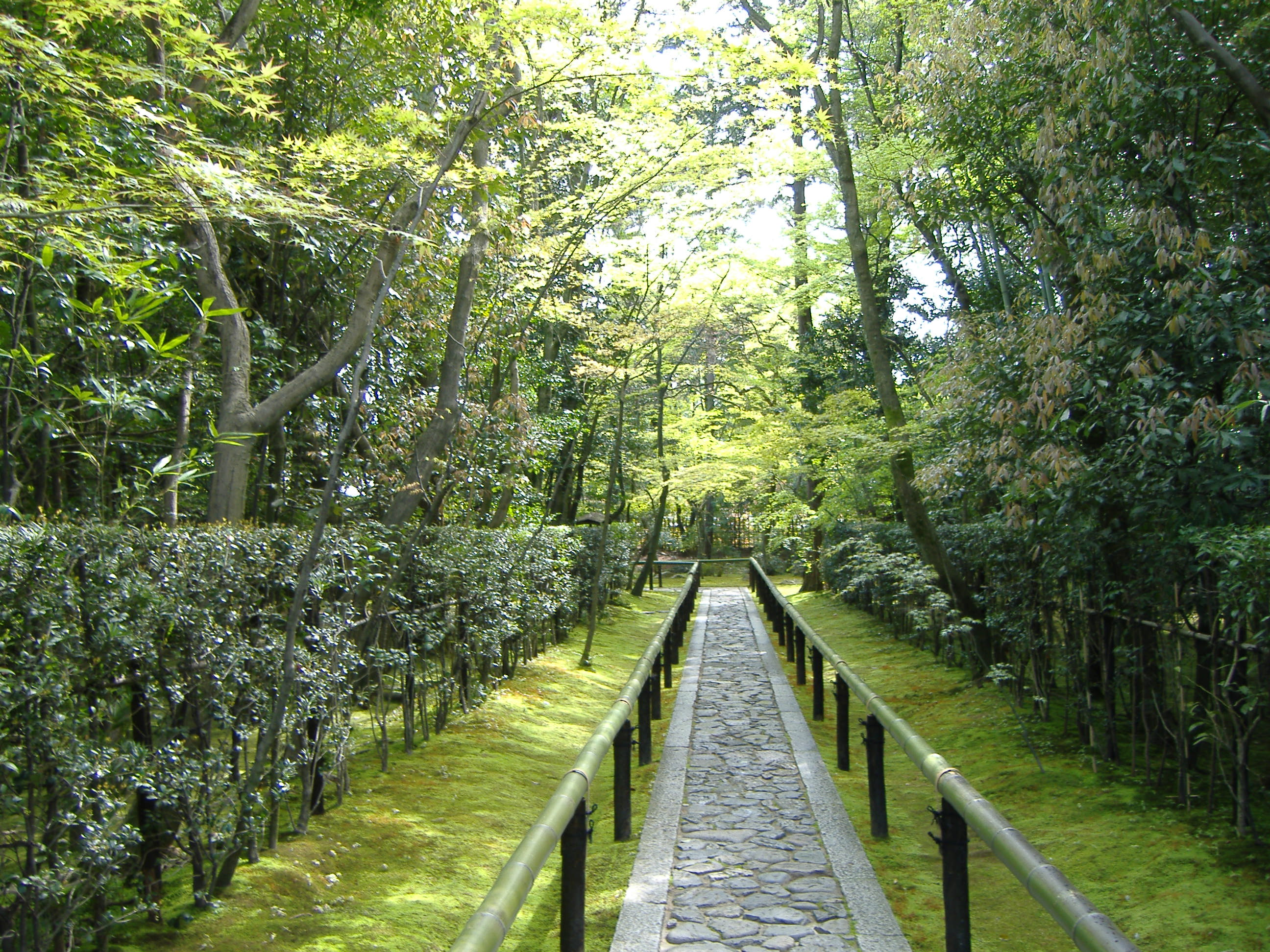
Kōtō-in
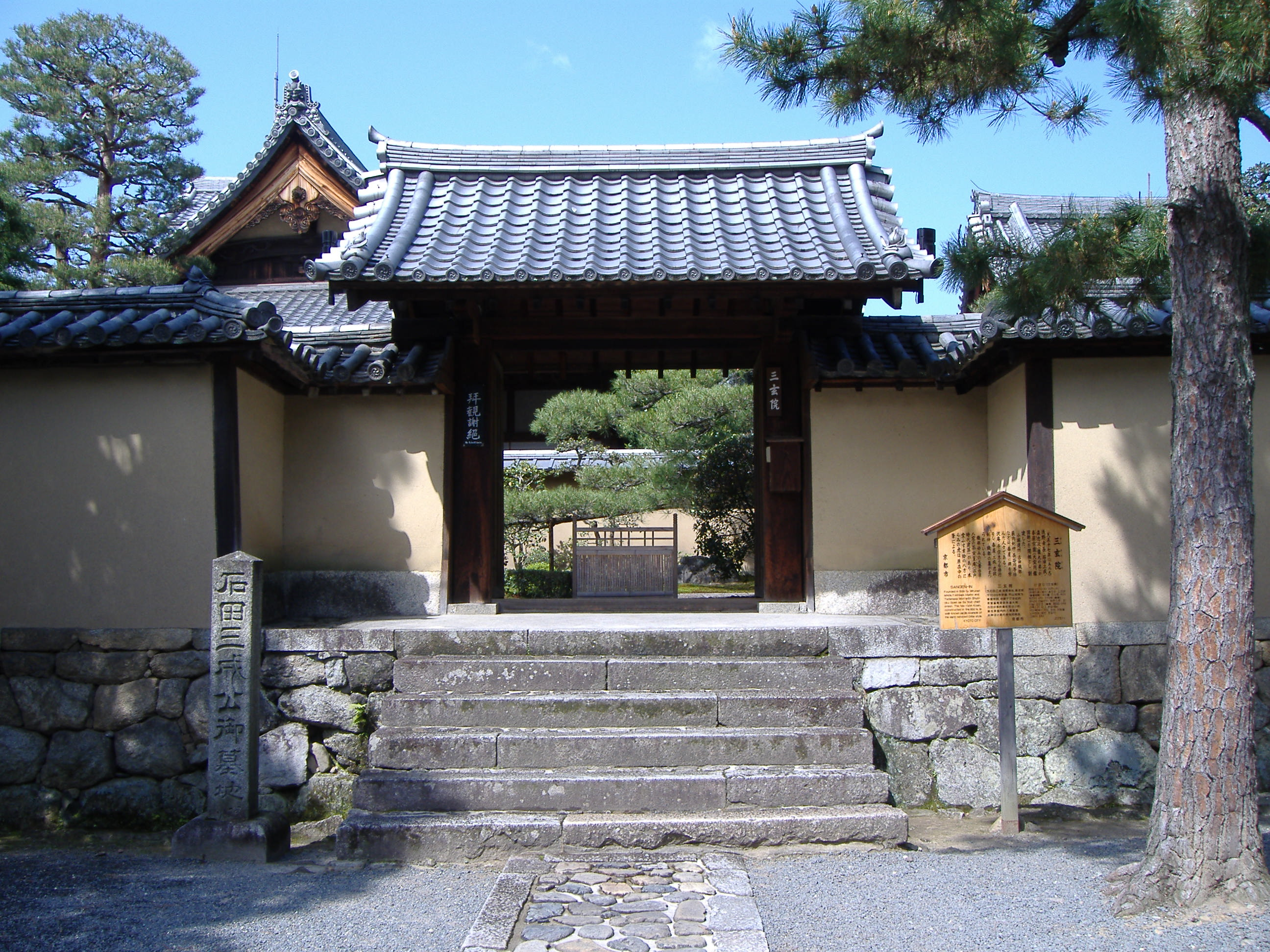
Sangen-in
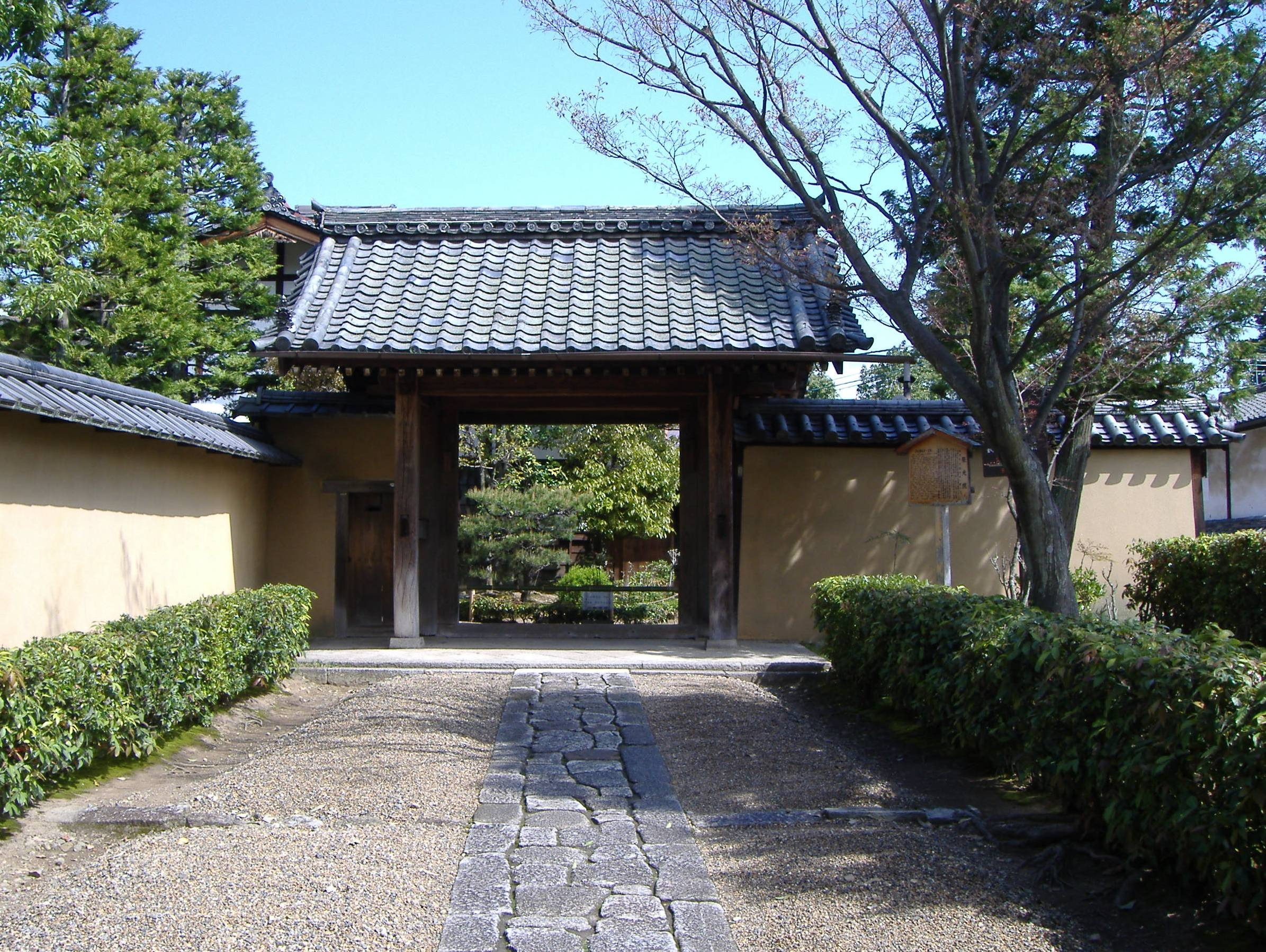
Jukō-in
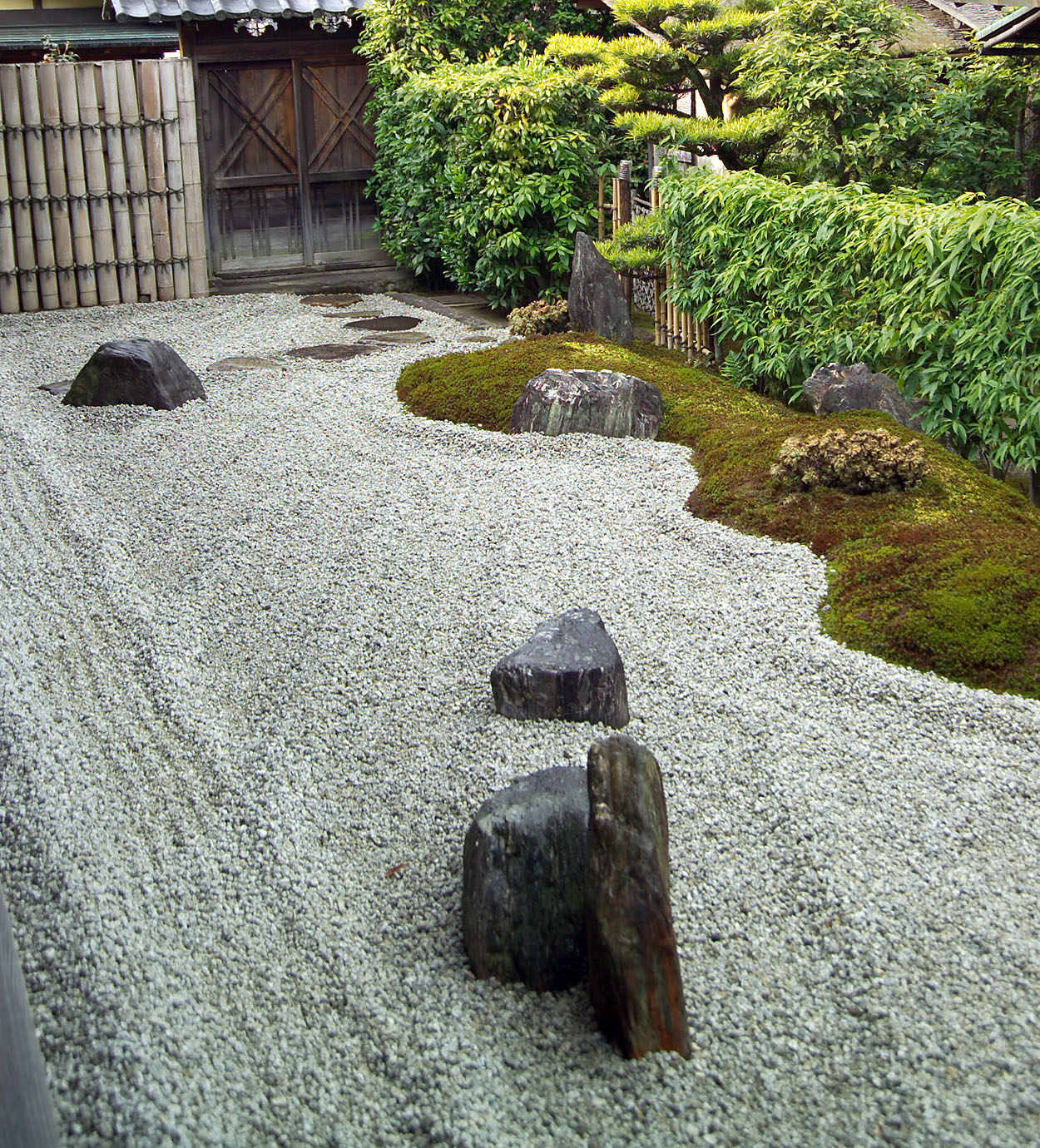
Zuihō-in – skały formujące krzyż
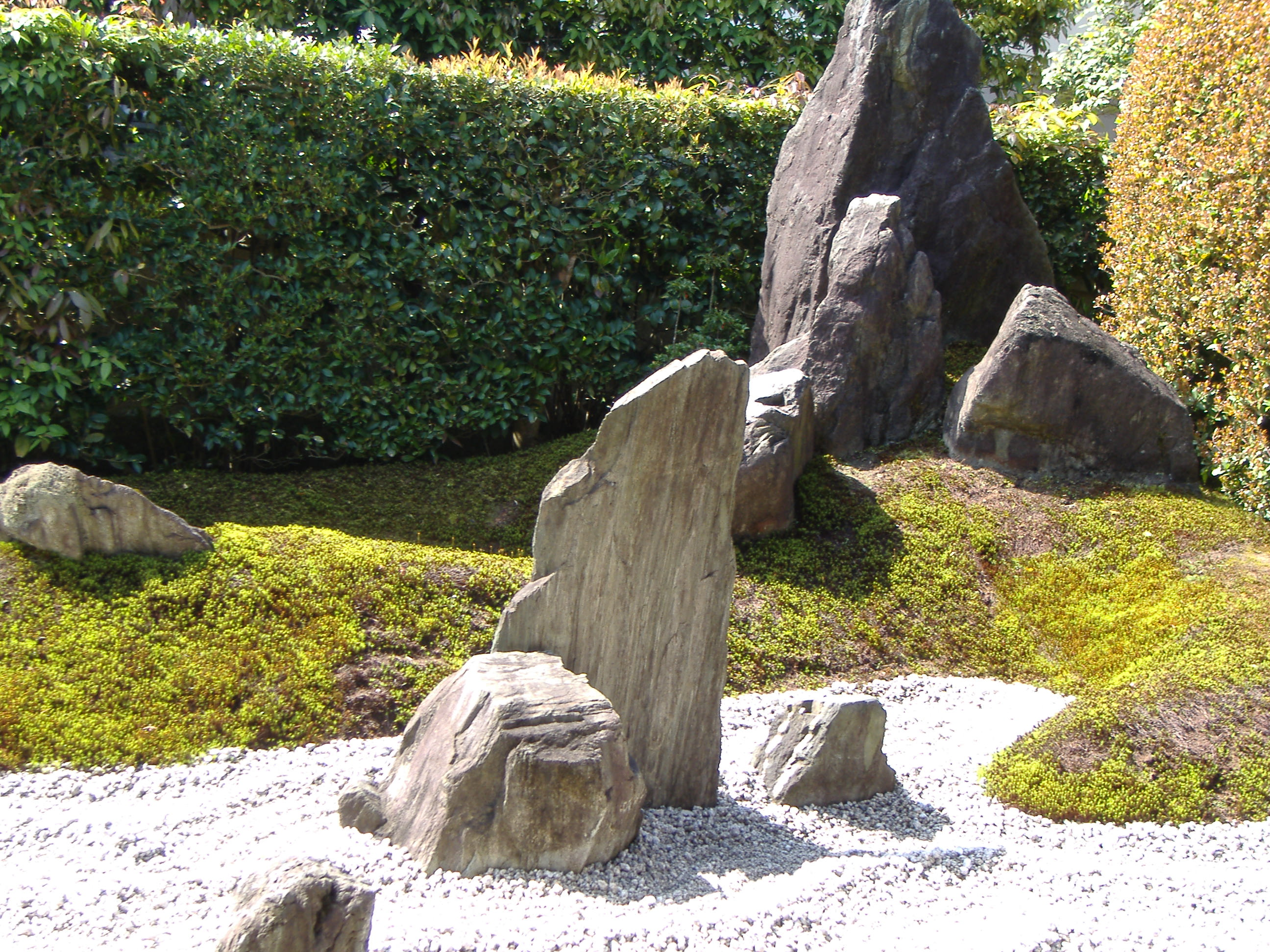
Zuihō-in
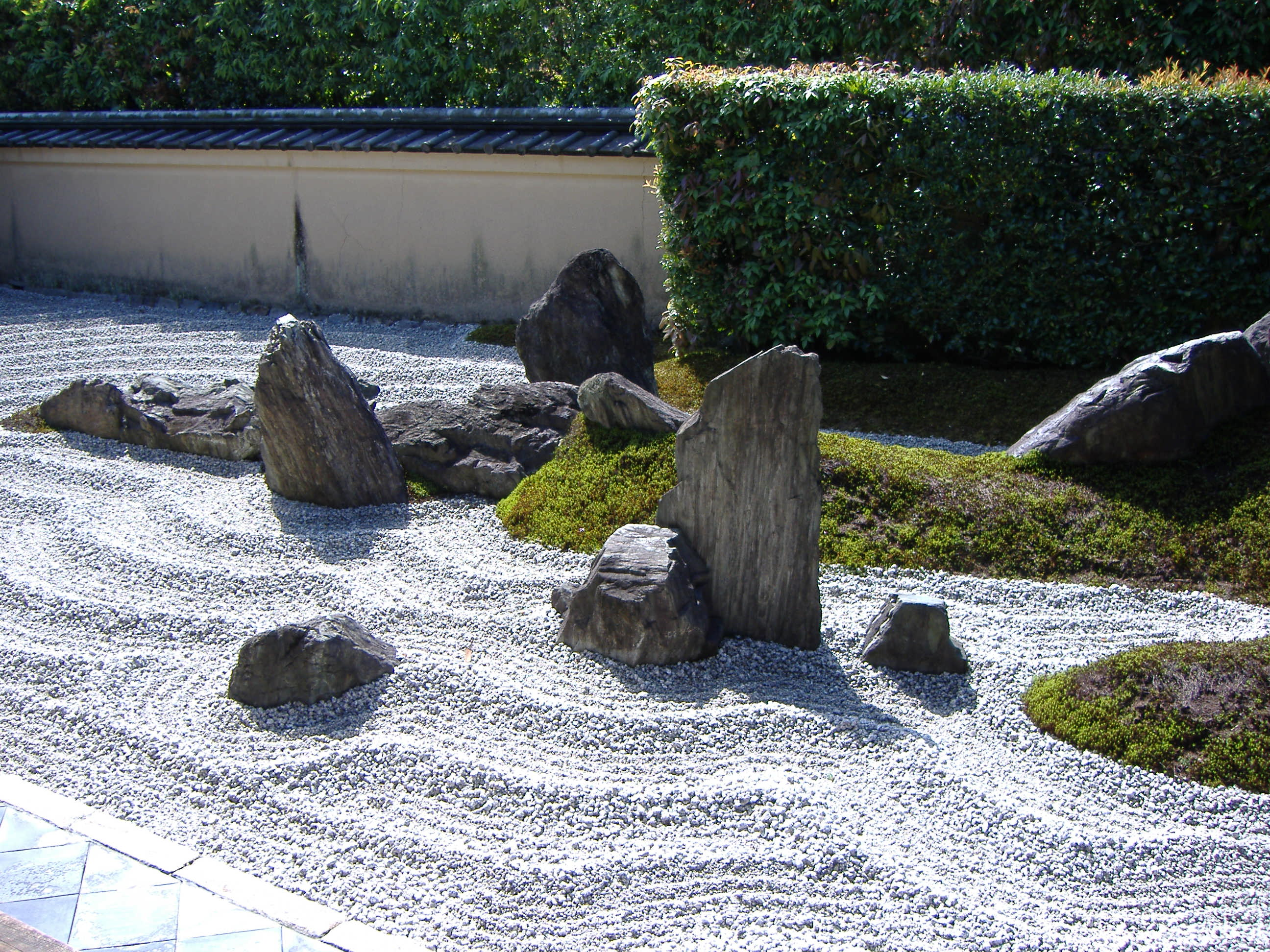
Zuihō-in
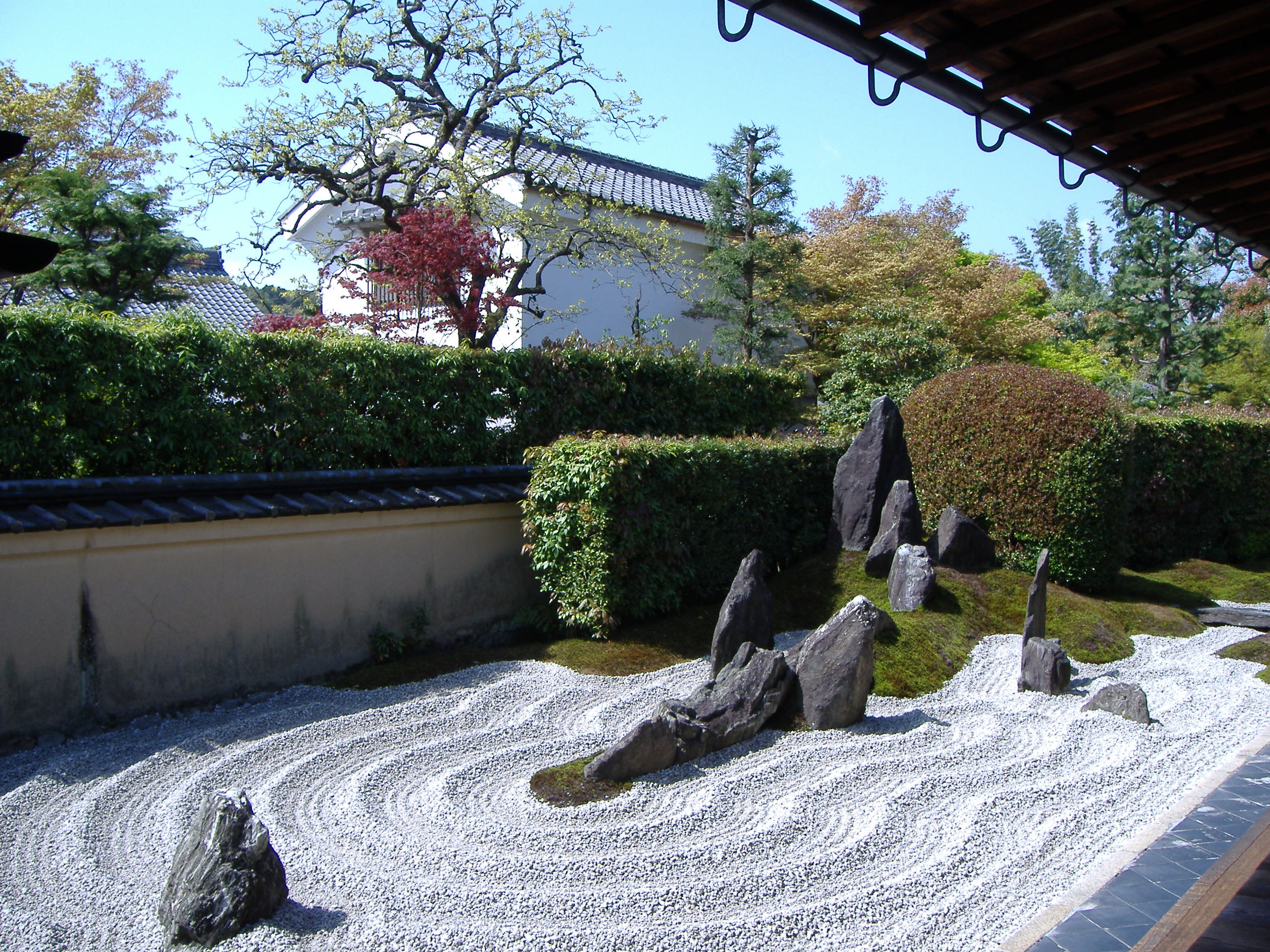
Zuihō-in
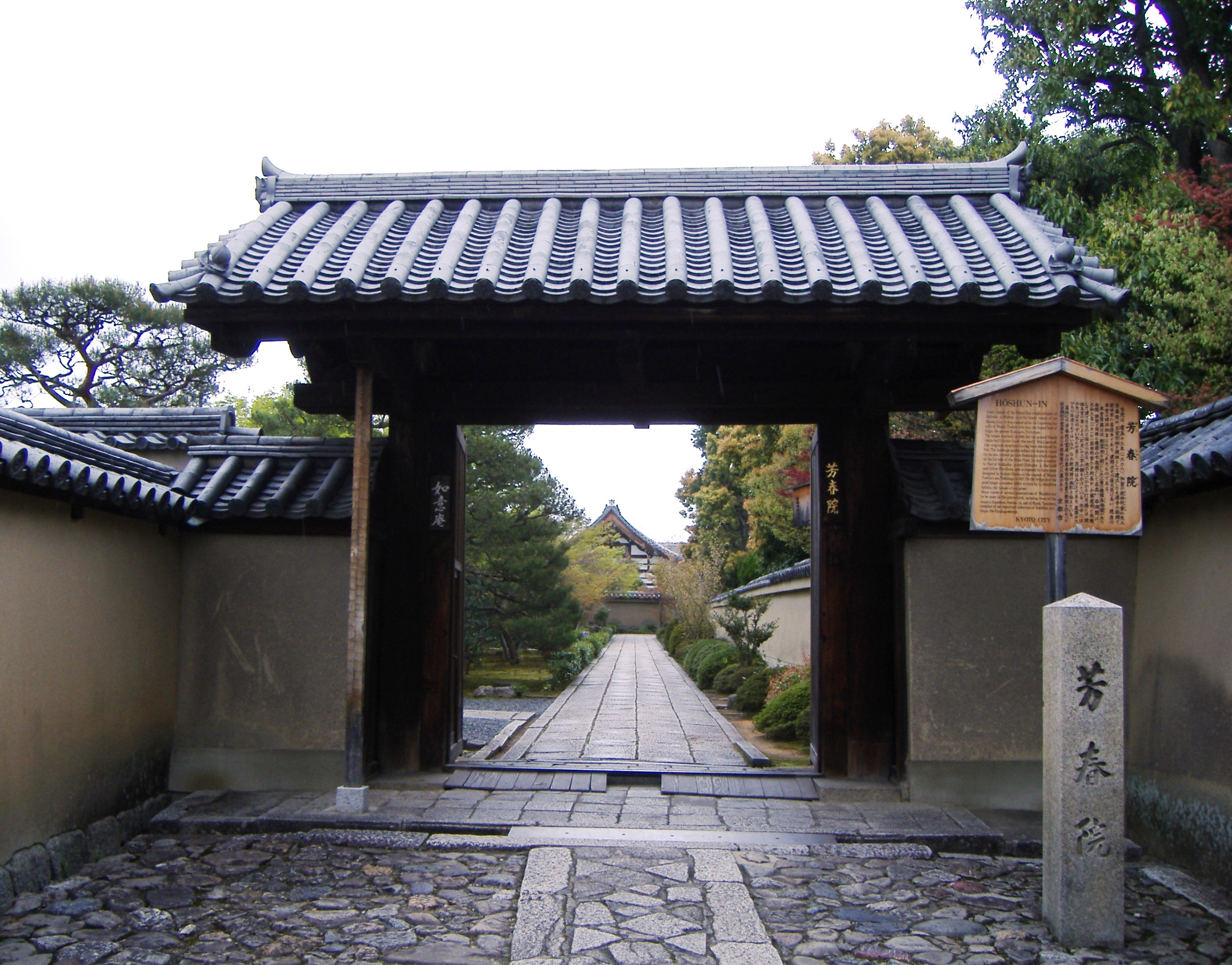
Hōshun-in
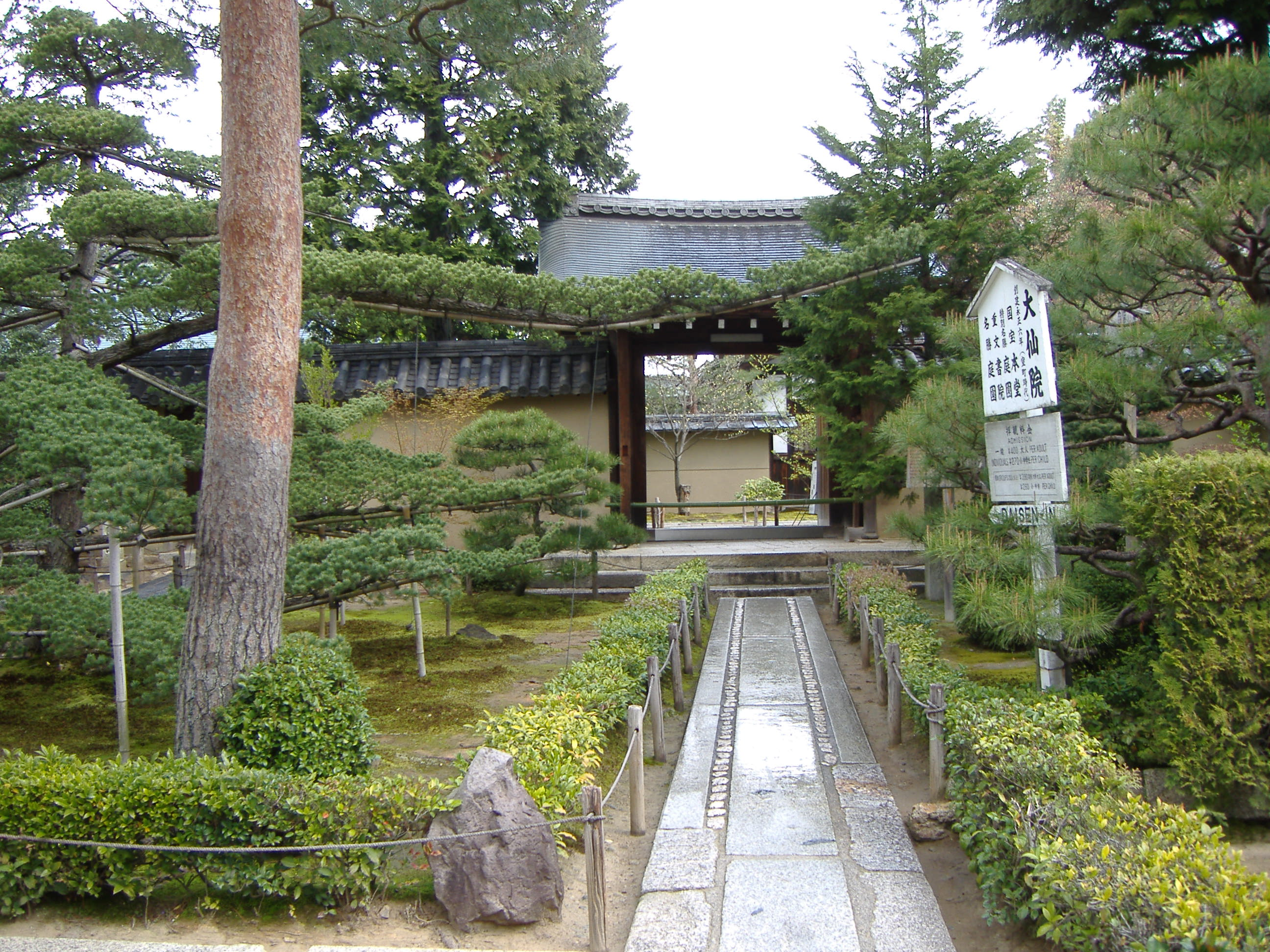
Daisen-in
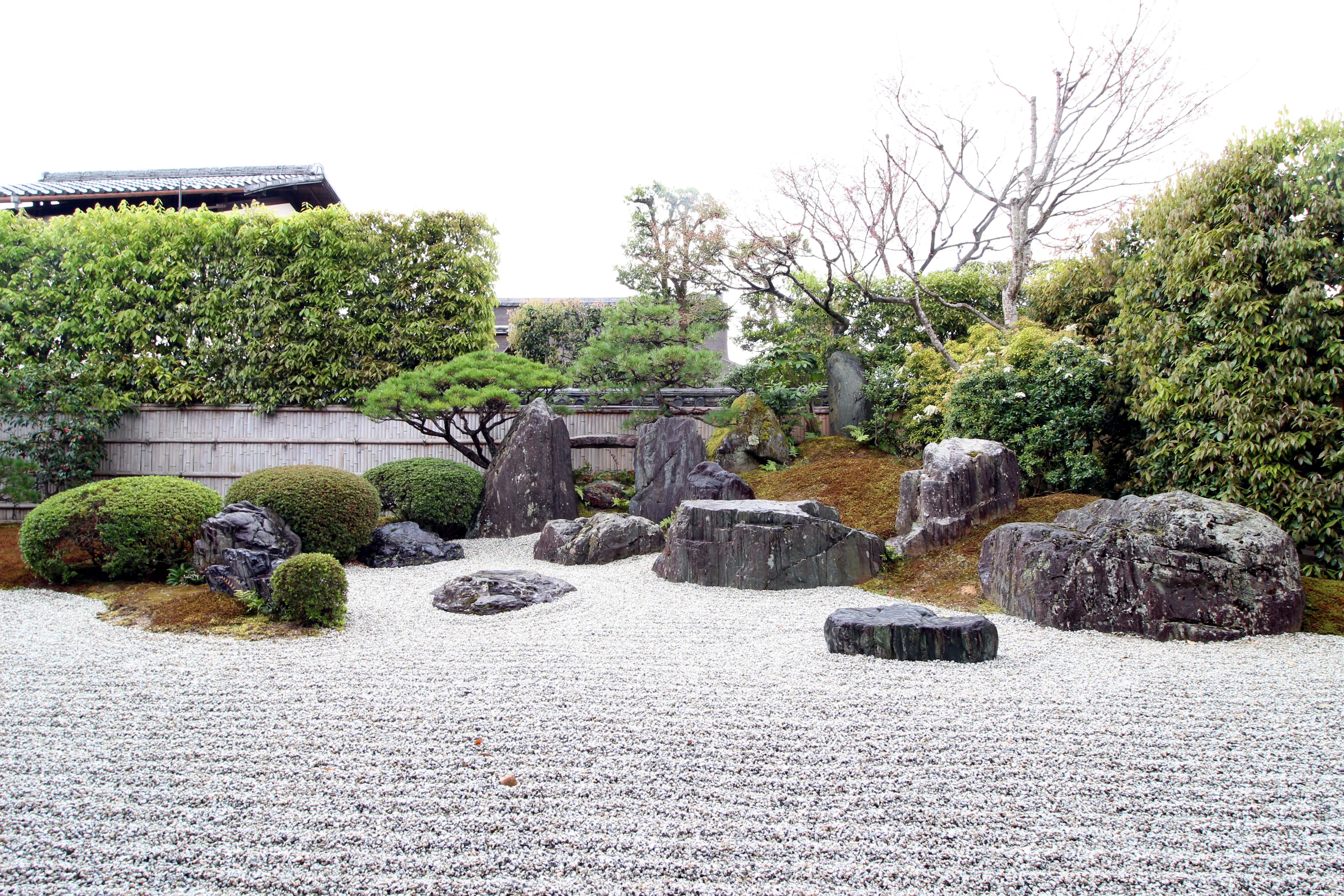
Kōrin-in
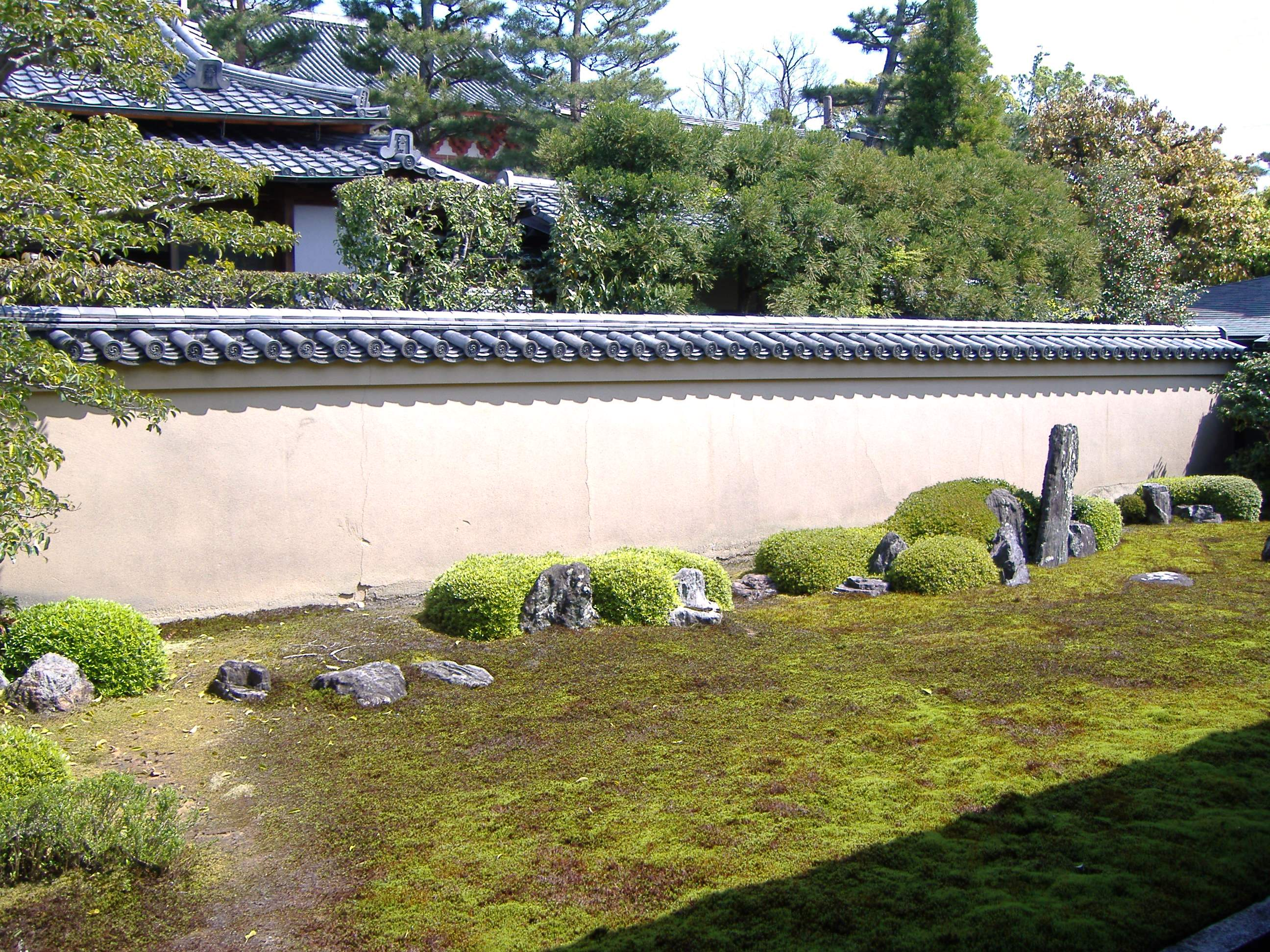
Ryōgen-in
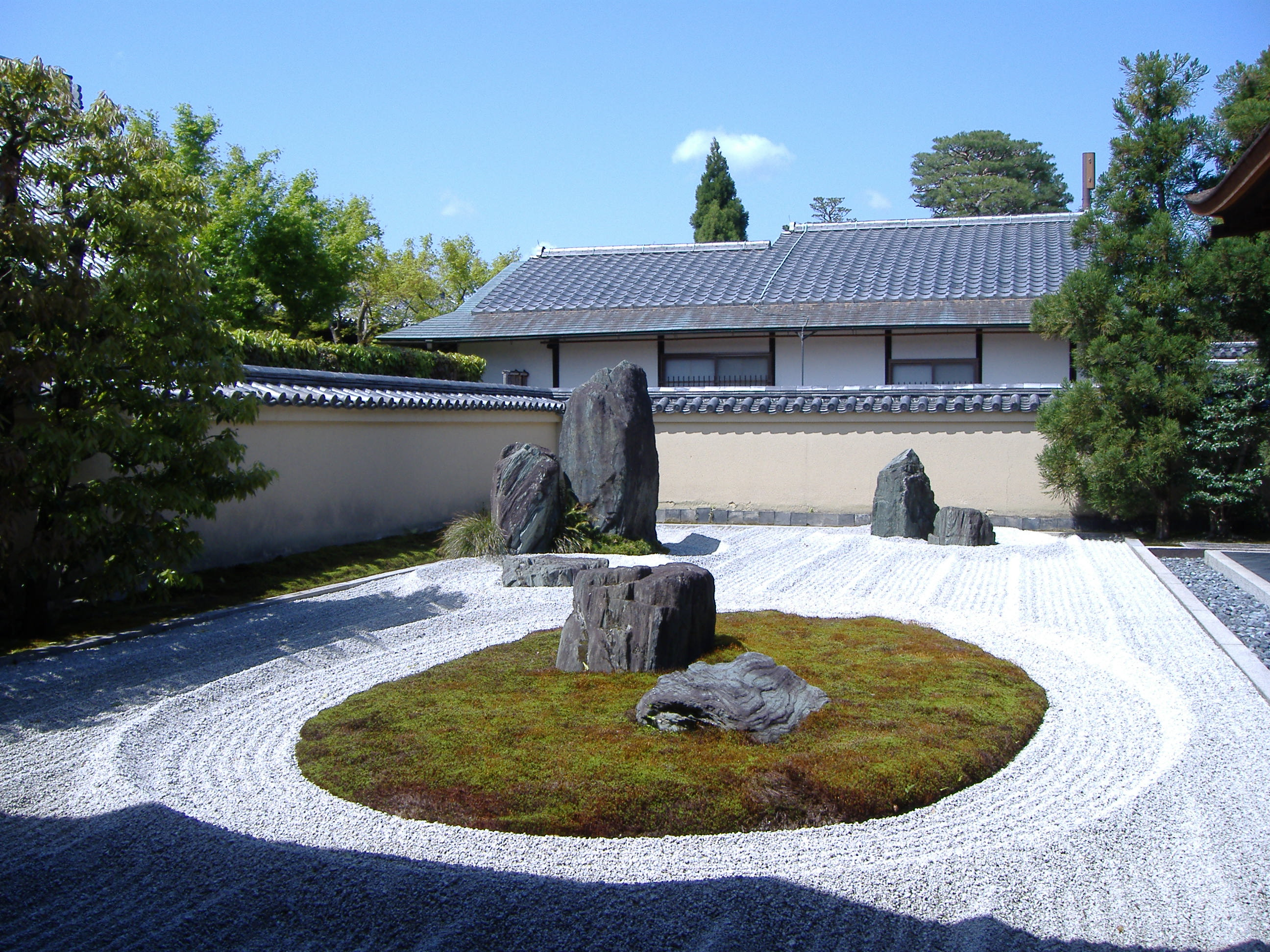
Ryōgen-in